# Tracked by Bloodhounds; or, A Lynching at Cripple Creek
Tracked by Bloodhounds; or, A Lynching at Cripple Creek foi um filme mudo, dirigido por Harry H. Buckwalter e com 4 minutos de duração.

## Cenas
O filme foi dividido por 12 cenas:
- Cena 1. Os aumentos vagabundo na casa do mineiro.
- Cena 2. O vagabundo entra e pede refeição. A mulher dá refeição, mas o dinheiro não dá. Em seguida, o vagabundo mata a mulher e corre a partir da casa.
- Cena 3. Cães policiais começam a procurar o assassino.
- Cena 4. Cães policiais continuam a procura do assassino, levantamento de pessoas.
- Cena 5. O vagabundo se senta na madeira sob uma árvore. Ele vê os cães da polícia e sobe a uma árvore.
- Cena 6. Polícia cães procurar o vagabundo debaixo de uma árvore. O vagabundo cai de uma árvore.
- Cena 7. O vagabundo vai de cães policiais.
- Cena 8. O vagabundo entende que não pode escapar, e cai no chão.
- Cena 9. Os aumentos vagabundo da terra e é executado. A busca será iniciada mais uma vez.
- Cena 10. O vagabundo é um revólver e atira em cães policiais.
- Cena 11. A prisão de tramp e de corte Lynch começa.
- Cena 12. O retrato de cães policiais é mostrado.